# Homalocephale calathocercos
Homalocephale calathocercos es la única especie conocida del género extinto Homalocephale (gr. "cabeza aplanada") De dinosaurio paquicefalosauriano homalocefaloide, que vivió a finales del Cretácico, hace aproximadamente 80 millones de años, en el Campaniense, en lo que es hoy Asia. Descrito por Maryańska y Osmólska en 1974, sus restos provienen de la Formación Nemengt, Omnogov, Mongolia.  aunque este puede ser un sinónimo y una forma juvenil de Prenocephale . Homalocephale tenía 1,8 metros de largo y era herbívoro.

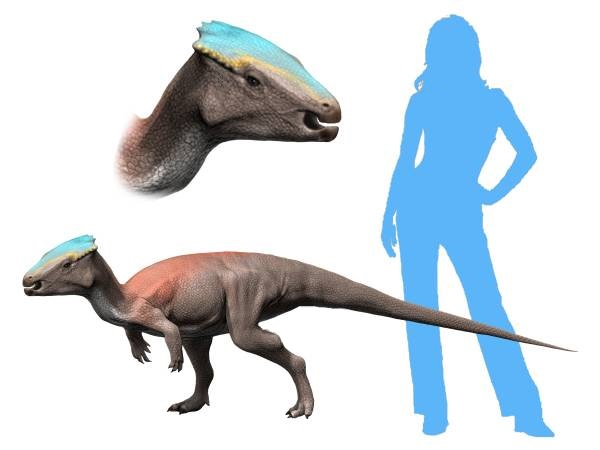
Recreación y tamaño comparativo.

Era un herbívoro bípedo corredor que vivía en manadas. Era muy rápido para escapar de los predadores. Su cráneo, ancho y grueso, pudo emplearse en rituales de apareamiento. Su cabeza era plana, no abovedada como en otros paquicefalosáuridos, A diferencia de otros dinosaurios, Homalocephale presentaba unas caderas muy anchas, cosa que ha llevado a algunos científicos en especular que eran vivíparos, pero no existen pruebas concluyentes al respecto. Otros han sugerido que esta anchura sirvió proteger órganos vitales contra el daño de los golpes en el flanco durante la exhibición pre nupcial. Además sus pata largas indican un paso rápido.
La especie tipo, H. calathocercos , fue descrita a partir de un cráneo incompleto y de material postcranial. El espécimen tiene aberturas grandes en el techo del cráneo, una sutura frontoparietal distinta, ventanas infratemporales bajas y largas, y una órbita grande, redonda. La ornamentación dorsal era notablemente áspera, con la ornamentación nodal en los lados laterales y posteriores del escamoso. Se concluyó que el espécimen era un adulto, a pesar de que las suturas son perceptibles y que tenía un cráneo plano, un rasgo del juvenil en muchas especies de paquicefalosáuridos. No obstante, la superficie del cráneo estaba bastante engrosada. . En 2010, un estudio realizado por Nick Longrich y colegas sugirió que los paquicefalosáuridos de cabeza plana eran simplemente formas juveniles de adultos con cabeza de cúpula, una visión también respaldada por el análisis anterior de Horner y Goodwin en 2009. Longrich y colegas sugirieron que Homalocephale es en realidad la etapa juvenil o subadulta de Prenocephale .
Cladograma según Butler y colaboradores de 2011:
|  | Goyocephale                                                            |
|  |                                                                        |
|  | \| \| Homalocephale \| \| \| \| \| \| Pachycephalosauridae \| \| \| \| |
|  |                                                                        |
|  | Homalocephale                                                          |
|  |                                                                        |
|  | Pachycephalosauridae                                                   |
|  |                                                                        |

|  | Homalocephale        |
|  |                      |
|  | Pachycephalosauridae |
|  |                      |

|  | Goyocephale                                                            |
|  |                                                                        |
|  | \| \| Homalocephale \| \| \| \| \| \| Pachycephalosauridae \| \| \| \| |
|  |                                                                        |
|  | Homalocephale                                                          |
|  |                                                                        |
|  | Pachycephalosauridae                                                   |
|  |                                                                        |

|  | Homalocephale        |
|  |                      |
|  | Pachycephalosauridae |
|  |                      |